# Hochschule Emden/Leer

Historisches Logo

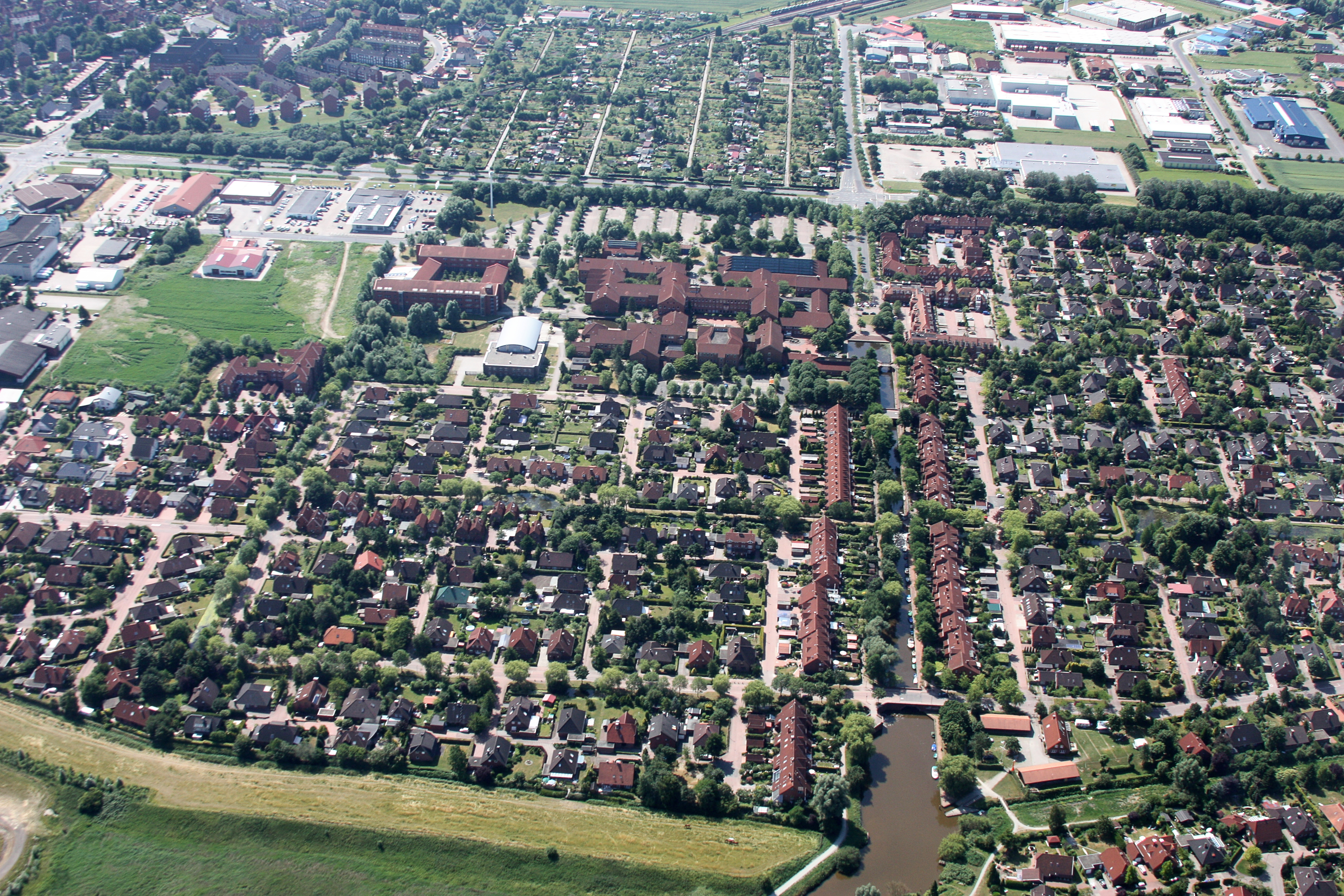
Die Hochschule Emden im Stadtteil Constantia in der oberen Bildmitte

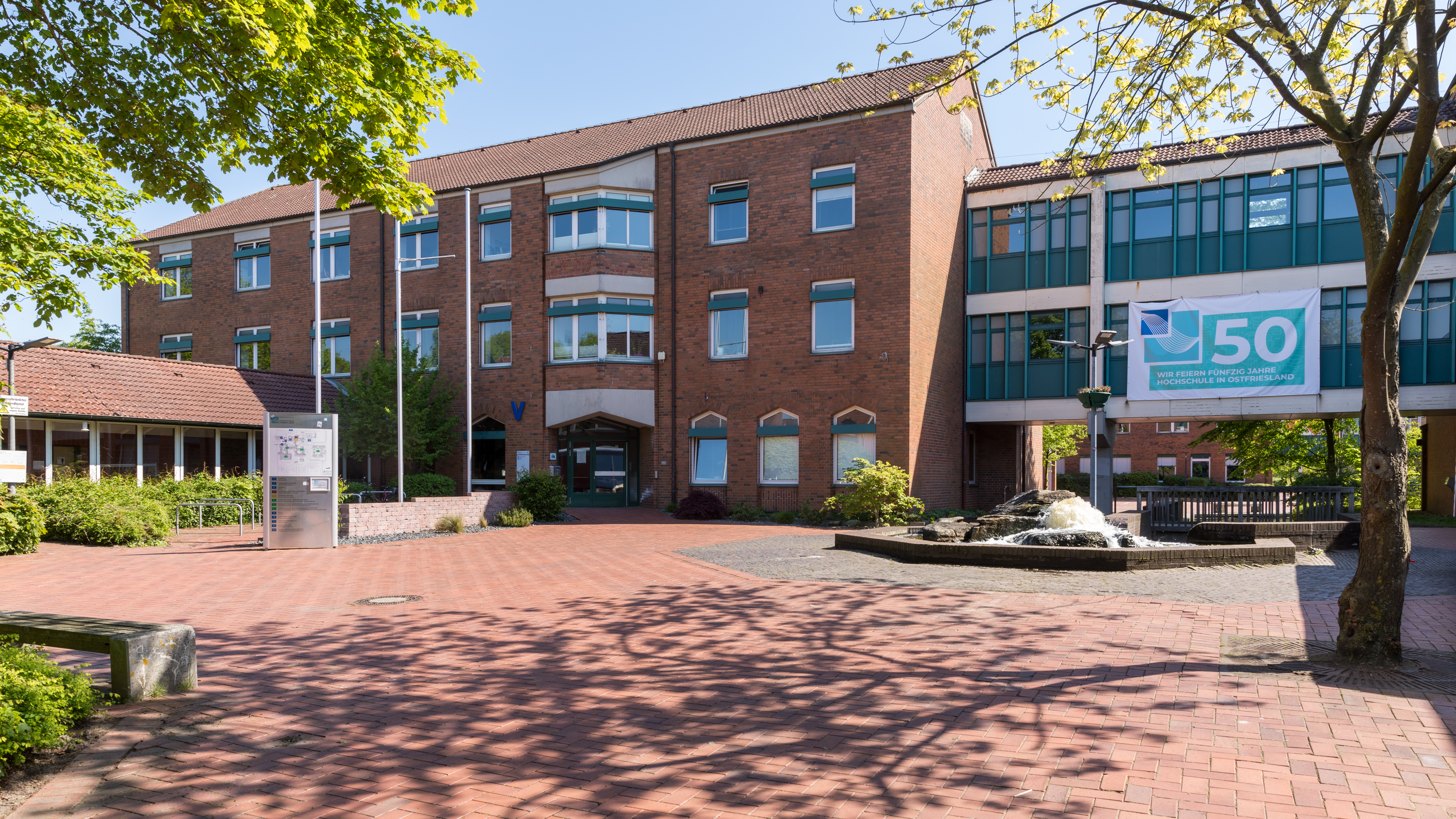
Haupteingang in Emden

Die Hochschule Emden/Leer ist eine Fachhochschule (Hochschule für angewandte Wissenschaften, engl.: University of Applied Sciences) mit Sitz in Emden. Die Hochschule wurde am 1. September 2009 gegründet und entstand aus der Fachhochschule Oldenburg/Ostfriesland/Wilhelmshaven. Der Niedersächsische Landtag änderte hierzu am 8. Juni 2010 das Niedersächsische Hochschulgesetz und den Namen von Fachhochschule Emden/Leer in Hochschule Emden/Leer. Die Hochschule ist Gründungsmitglied des Hochschulverbandes „Virtuelle Fachhochschule“ (VFH) und versteht sich als „Zukunftshochschule“.

## Geschichte

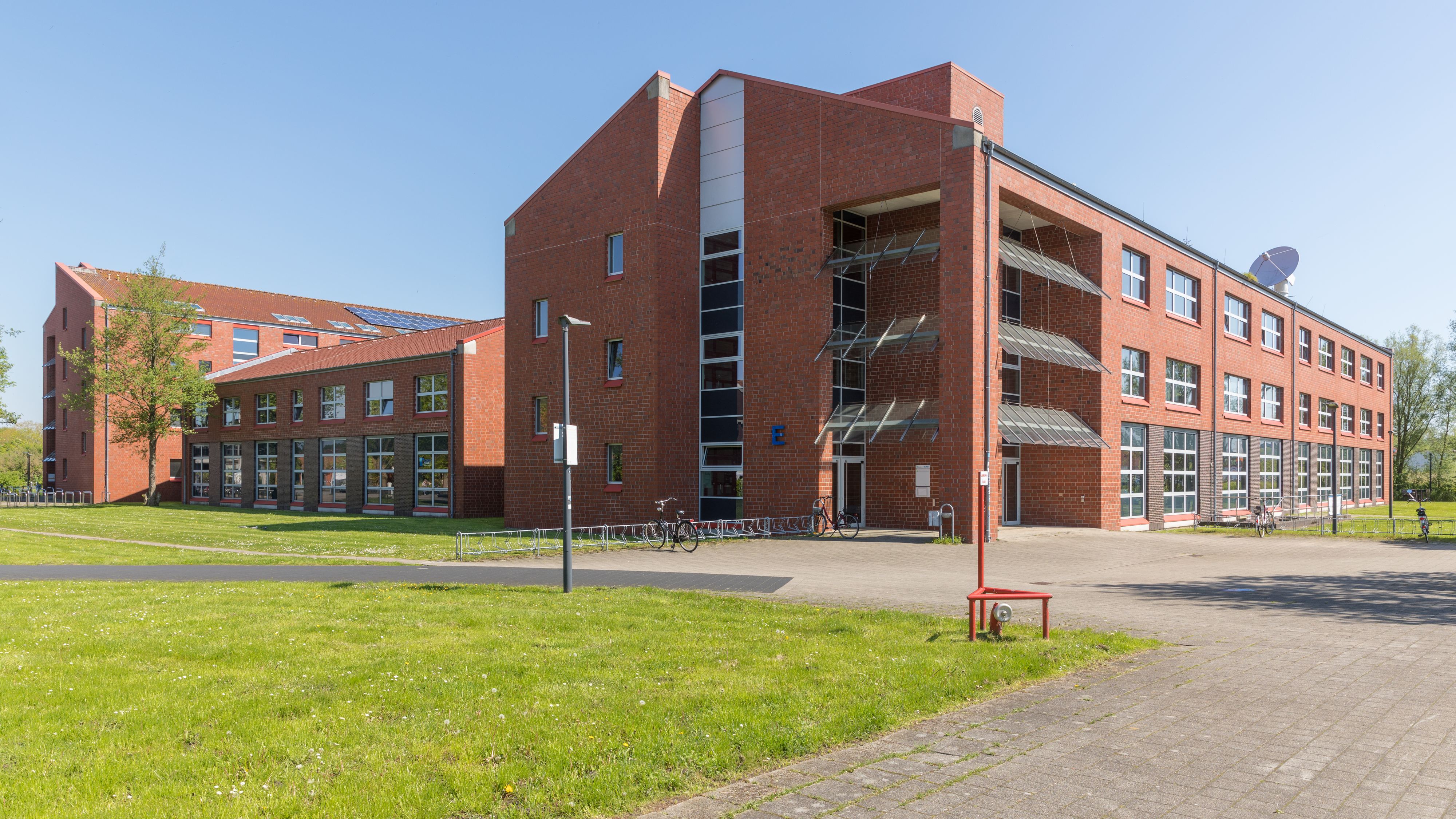
Gebäude E u. a. in Emden

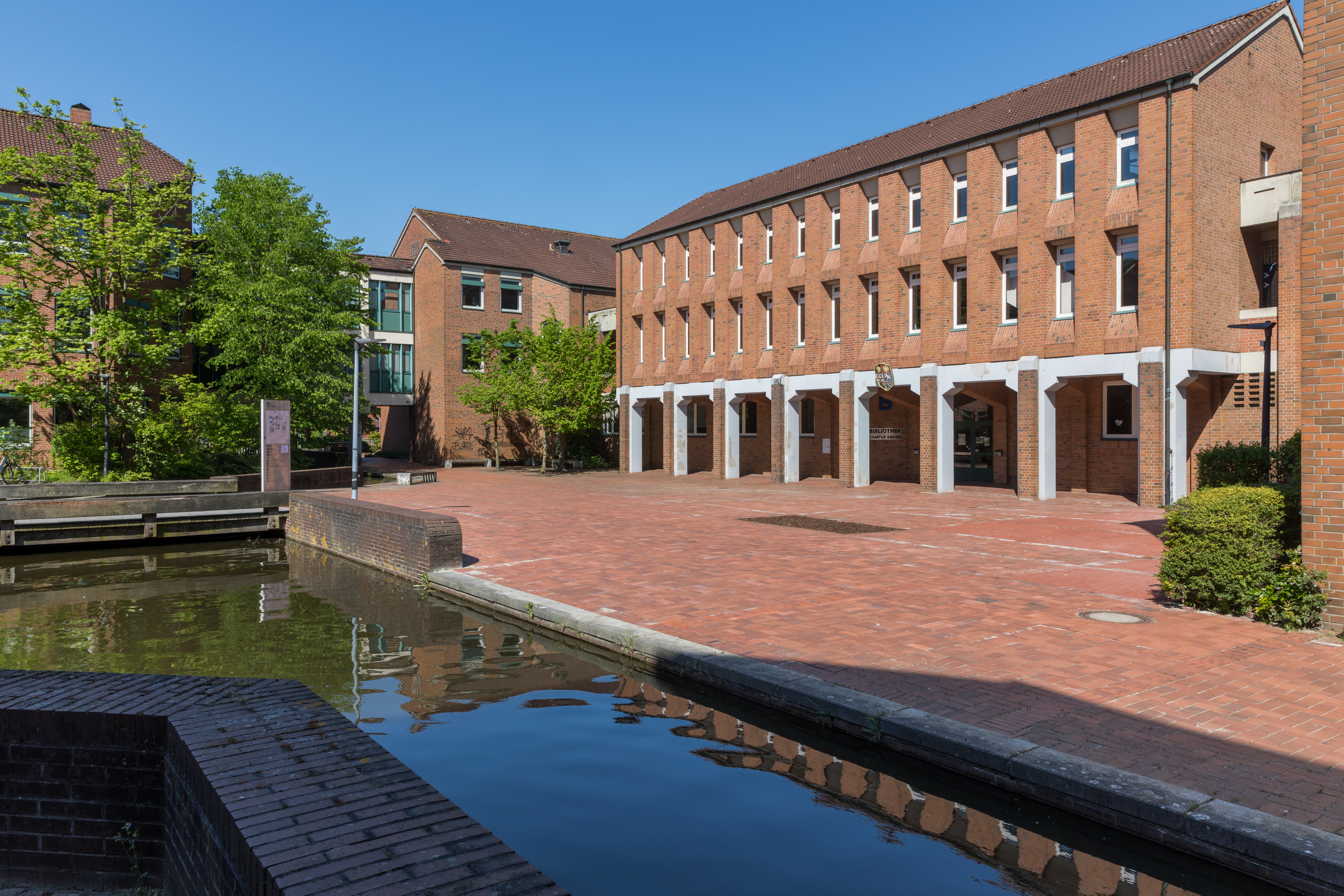
Bibliotheksgebäude Emden

Die Navigationsschule Leer wurde im Jahr 1854 gegründet und bis ins 20. Jahrhundert als eigenständige „Seefahrtschule“ geführt. Sie ist die älteste, noch bestehende Hochschuleinrichtung in Ostfriesland.
1971 wurde ein Förderkreis ins Leben gerufen, der das Ziel verfolgte, in der Region Ostfriesland eine Hochschule aufzubauen. Eine Fachhochschule mit den Studienorten Emden und Leer wurde im Jahr 1973 gegründet. Nachdem die ersten Studierenden 1973 ihr Studium aufgenommen hatten, stieg die Studierendenzahl bis 1980 auf 750 an. Im Jahr 2000 wurde die Fachhochschule Ostfriesland mit den Fachhochschulen Oldenburg und Wilhelmshaven zur Fachhochschule Oldenburg/Ostfriesland/Wilhelmshaven (FH OOW) fusioniert. Die Seefahrtschule Leer wurde im selben Jahr als Institut Seefahrt der FH OOW angeschlossen. In der Hochschule Emden/Leer wurde das Institut mit Wirkung zum 1. März 2010 ein eigenständiger Fachbereich.
2008 wurde darüber diskutiert, die vorhandene Struktur einer Hochschule an den Standorten Elsfleth, Emden, Leer, Oldenburg und Wilhelmshaven zu entflechten.
Am 9. Februar 2009 teilte der Niedersächsische Minister für Wissenschaft und Kultur mit, dass die Niedersächsische Landesregierung der Empfehlung der Strukturkommission „Zukünftige Entwicklung der Fachhochschule Oldenburg/Ostfriesland/Wilhelmshaven“ nachkommen wird und die FH OOW in zwei eigenständigen Hochschulen weiter entwickelt werden soll. Die Standorte Emden und Leer bilden seitdem eine selbständige Hochschule Emden/Leer; die Standorte Oldenburg, Wilhelmshaven und Elsfleth sollen ein Kooperationsmodell mit der Universität Oldenburg bilden. Die zweite neue Hochschule firmiert unter dem Namen Jade Hochschule, Seit 2010 trägt die Hochschule an Standorten Emden und Leer den Namen Hochschule Emden/Leer.

## Fachbereiche
An den beiden Studienorten gibt es vier Fachbereiche und 13 Institute mit 29 Bachelor- und 13 Masterstudiengängen:

### Emden

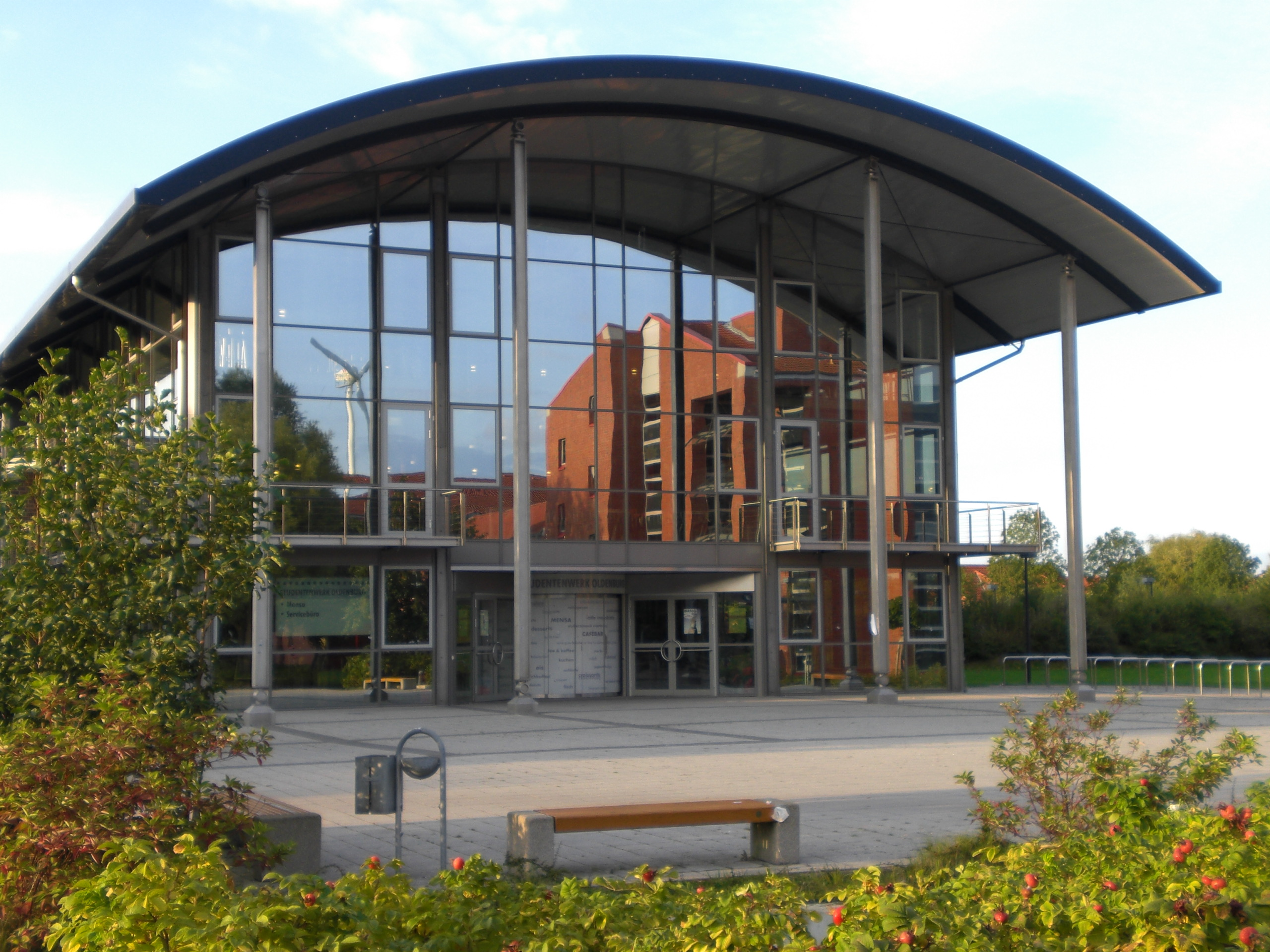
Mensa Emden

Fachbereiche:
- Soziale Arbeit und Gesundheit
- Technik
- Wirtschaft

### Leer
Fachbereiche:
- Seefahrt und Maritime Wissenschaften
- dualer Studiengang Betriebswirtschaftslehre (Business Campus Leer)

## Institute
Zur Hochschule Emden/Leer gehören folgende Institute:

### An-Institute
- Analytik- und Beratungsinstitut für Innenraumschadstoffe GmbH (ABIS)
- Institut für angewandte Sozial- und Gesundheitswissenschaften Emden GbR (ISG Emden)

### In-Institute
- Angewandte Informatik der Automatisierungstechnik/Robotik/Software-Entwicklung (IAR)
- Institut für psycho-soziale Beratung
- Institut für integrierte Produktentwicklung (IIP)
- Institut für Lasertechnik (ILO)
- Institut für Hyperloop Technologie (IHT)
- Institut für projektorientierte Lehre (Ipro-L)
- Institut für Mindfulness & Purpose (tribe m.)
- Hochschulinstitut Logistik (HILOG)
- Maschinen- und Anlagenbau (MABi)
- Medien und Technik (IMUT)
- Nachrichtentechnik/Kommunikationssysteme (INK)
- Selbsthilfe- und Patientenakademie (SPA)
- Umwelttechnik (EUTEC)

## Rektoren und Präsidenten
- 1973–1974 Johannes Staak
- 1974–1975 Dietrich Drews
- 1975–1977 Rüdiger Koch
- 1977–1981 Rüdiger Böhlhoff
- 1981–1985 Harro Ohlenburg
- 1985–1989 Walter Garen
- 1989–1995 Harro Ohlenburg
- 1995–1998 Martha Jansen
- 1999 Wolf-Dieter Haaß (kommissarisch)
- 2000–2001 Arno Jaudzims
- 2002–2006 Anne Friedrichs
- 2006–2009 Vera Dominke
- 2009 Christiane Claus (kommissarisch)
- 2009–2011 Dorothea Hegele
- 2011-heute Gerhard Kreutz

## Persönlichkeiten und Alumni (Auswahl)
- Wilfried Grunau (* 1958), Geodät, Präsident des Zentralverbandes der Ingenieurvereine (seit 2014), Träger des Bundesverdienstkreuzes (2011)
- Alfred Hartmann (* 1947), Reeder, Präsident des Verbandes Deutscher Reeder (VDR), Ehrensenator der HS Emden/Leer
- Reinhard Hegewald (* 1964), Politiker, Mitglied des Niedersächsischen Landtags (2005–2007)
- Jutta Lindert, (* 1958), Hochschullehrerin, seit 2021 Beraterin der Weltgesundheitsorganisation (WHO) im Themenbereich „Mental Health & Covid-19“
- Horst Milde (1933–2023), Politiker, Präsident des Niedersächsischen Landtags (1990–1998), Ehrensenator der Fachhochschule Oldenburg/Ostfriesland/Wilhelmshaven
- Kathrin Ottink (* 1984), Hochschullehrerin, 2020 Trägerin des Wissenschaftspreises Niedersachsen
- Arno Pöker (* 1959), Politiker, Oberbürgermeister von Rostock (1995–2004)
- Dieter Röh (* 1971), Sozialarbeits- und Gesundheitswissenschaftler, Professor für Sozialarbeitswissenschaft an der Hochschule für Angewandte Wissenschaften Hamburg
- Johann Saathoff (* 1967), Politiker, Mitglied des Deutschen Bundestages (seit 2013)
- Brigitte Stoll (1927–2020), Politikerin, Mitglied des Niedersächsischen Landtags (1978–1994), Ehrensenatorin der HS Emden/Leer